# Fascination Street Studios
Fascination Street Studios är en inspelningsstudio som drivs av Jens Bogren. Studion är belägen i Örebro och ägnar sig åt inspelning, mixning och mastering av musik. Förutom själva studion finns även lokaler där artister kan bo under inspelningen. Dessa innefattar tre sovrum med sammanlagt fem sängar, samt kök, vardagsrum och badrum.

## Diskografi i urval
| År   | Band                   | Album                                                              |
| ---- | ---------------------- | ------------------------------------------------------------------ |
| 2003 | Katatonia              | Viva Emptiness                                                     |
| 2004 | Bloodbath              | Nightmares Made Flesh                                              |
| 2004 | Mammuth                | Shine                                                              |
| 2004 | Pain of Salvation      | BE                                                                 |
| 2005 | Millencolin            | Kingwood                                                           |
| 2005 | Opeth                  | Ghost Reveries                                                     |
| 2005 | Soilwork               | Stabbing the Drama                                                 |
| 2006 | Amon Amarth            | With Oden on Our Side                                              |
| 2006 | Katatonia              | The Great Cold Distance                                            |
| 2007 | Opeth                  | The Roundhouse Tapes                                               |
| 2007 | Pain of Salvation      | Scarsick                                                           |
| 2007 | Symphony X             | Paradise Lost                                                      |
| 2008 | Amon Amarth            | Twilight of the Thunder God                                        |
| 2008 | Draconian              | Turning Season Within                                              |
| 2008 | Eluveitie              | Slania                                                             |
| 2008 | Hammerfall             | Masterpieces                                                       |
| 2008 | Mammuth                | The Cardiac Defect                                                 |
| 2008 | Mandylon               | A Good Excuse and a Yellow Sun                                     |
| 2008 | Opeth                  | Watershed                                                          |
| 2008 | Paradise Lost          | The Anatomy Of Melancholy                                          |
| 2009 | Dir En Grey            | Hageshisa to, Kono Mune no Naka de Karamitsuita Shakunetsu no Yami |
| 2009 | God Forbid             | Earthsblood                                                        |
| 2009 | Paradise Lost          | Faith Divides Us – Death Unites Us                                 |
| 2010 | Enslaved               | Axioma Ethica Odini                                                |
| 2010 | Ihsahn                 | After                                                              |
| 2010 | James LaBrie           | Static Impulse                                                     |
| 2010 | Katatonia              | Night Is the New Day                                               |
| 2010 | Soilwork               | The Panic Broadcast                                                |
| 2011 | Amon Amarth            | Surtur Rising                                                      |
| 2011 | Devin Townsend Project | Deconstruction                                                     |
| 2011 | Turisas                | Stand Up and Fight                                                 |
| 2013 | Thyrfing               | De ödeslösa                                                        |